# Quintette no 1 de Milhaud
Le Quintette no 1, op. 312, est une œuvre de musique de chambre pour quintette avec piano de Darius Milhaud composée en 1951.

## Présentation
S'inscrivant après le cycle des dix-huit quatuors à cordes de l'auteur, le Premier Quintette de Milhaud est composé en septembre 1951 entre Aix-en-Provence et Mills College, pour le 100e anniversaire de l'université américaine. Il est écrit pour piano et quatuor à cordes (2 violons, alto et violoncelle),,.  
La partition est créée lors du festival du centenaire de Mills College, le 17 mai 1952, par Egon Petri (piano) et le Quatuor Hongrois.  

## Structure
Le Quintette no 1, d'une durée moyenne d'exécution de quatorze minutes environ, est constitué de quatre mouvements « d'une parfaite sobriété, d'une élégance de style rare » :
1. Avec vivacité ;
2. Avec mystère ;
3. Avec douceur ;
4. Avec emportement.

La partition est publiée par Heugel,. Dans le catalogue des œuvres de Darius Milhaud, le Quintette porte le numéro d'opus 312,.